# Nigromancia

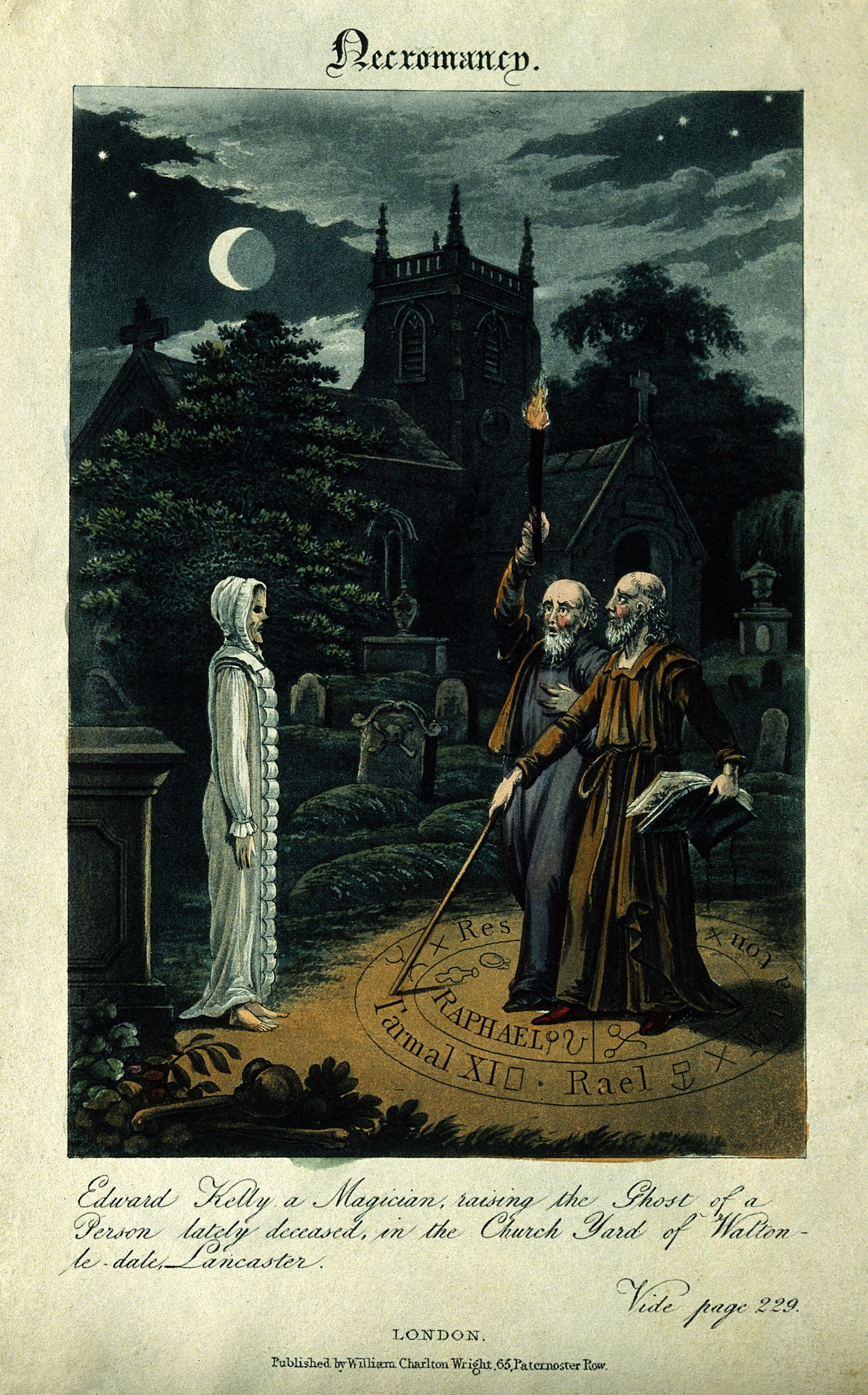
Aguatinta con la imagen de Edward Kelley, alquimista, ocultista y nigromante inglés.

La nigromancia, necromancia o necromancía (del lat. necromantīa, y este del griego νεκρομαντεία; unión de necros «muerte» y mantīa «adivinación») es una rama de la hechicería, considerada generalmente negra, que consiste en la adivinación mediante el examen de las vísceras de los muertos y la invocación de espíritus requiriendo, según sea el caso, contacto con sus cadáveres o posesiones en vida.[cita requerida]
La nigromancia es la disciplina o rama de la adivinación que se dedica al vaticinio del futuro mediante la invocación de espíritus. Es una práctica antigua común a la tradición mística o sobrenatural de varias culturas, entre ellas la egipcia, mesopotámica, persa, etcétera. Se ejerce aún en la actualidad y busca el contacto con el otro lado, es decir el lugar de los muertos.[cita requerida]
La aruspicina (a su practicante se le denomina arúspice) era una disciplina adivinatoria de la Antigua Roma que también pretendía adivinar el porvenir a través del examen de las vísceras, pero, a diferencia de la nigromancia, se centraba en las entrañas de los animales inmolados en honor a algún dios.[cita requerida]

## La nigromancia en la ficción
El nigromante es un tipo de hechicero, figura habitual de la literatura fantástica y algunos juegos de rol como argumento de fuerza. En muchas ocasiones se dice que los vampiros tienen facultades nigrománticas.[cita requerida]
La visión de los nigromantes en la ficción literaria es que son hechiceros mortales que han estudiado las artes prohibidas para intentar escapar de la muerte. Son individuos extremadamente peligrosos que poseen un profundo conocimiento de la hechicería nigromántica. Los nigromantes estudian la hechicería que les permite controlar a los muertos vivientes, comunicarse con los espíritus y animar sus cadáveres (zombis o esqueletos) para servirles.[cita requerida]

## La nigromancia en la historia

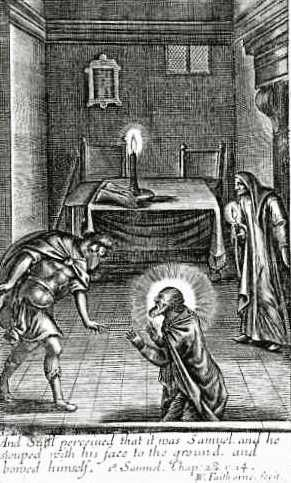
La bruja de Endor, de Sadducismus Triumphatus de Joseph Glanvill

El caso clásico de nigromancia es el de la bruja de Endor, descrita en la Biblia (1 Samuel 28), donde ésta invocó al espíritu de Samuel a solicitud del rey Saúl, pero ya en las leyes del Deuteronomio se prevenía contra la práctica cananea de practicar la adivinación, y muy directamente mediante el recurso a los muertos. Es por esto que, según la tradición judeocristiana, la acción del rey es considerada un indicador de su declive espiritual y moral.
Estrabón habla de la nigromancia como la forma principal de adivinación entre los pueblos de Persia y se cree que estuvo también muy extendida entre los caldeos, en Etruria y en Babilonia. En la Odisea, Odiseo viaja al Hades y trata de invocar a los espíritus de los muertos mediante hechizos que le enseñó Circe.[cita requerida]
Ya von Eschbach cita la necromancia en el Perzeval, cuando un mago llamado Clinschor aprende en la antigua Persia (Pérsida) el poder de controlar todos los espíritus que habitan entre la tierra y el firmamento.[cita requerida]
En Grecia, Roma y Cartago debió ser popular, tanto en su vertiente de invocación a los espíritus como de adivinación mediante los cadáveres.[cita requerida]
La nigromancia, sobre todo en su forma de invocación de los espíritus de los muertos con propósitos mágicos o adivinatorios, es práctica común en religiones antiguas provenientes de África, como el vudú, el palo mayombe y ciertas ramas del espiritismo y la santería.[cita requerida]

## La nigromancia en la cultura popular
- En el segundo episodio de la quinta temporada de la serie de televisión Angel (Just Rewards), Angel y Spike enfrentan a un nigromante cliente de Wolfram&Hart.
- Fausto VIII, en el manga y anime de Shaman King.
- Byaku de Nigromante, en el manga y anime de Saint Seiya: The Lost Canvas.
- Kalir, de la novela Jarkeq de Vharga y el Wyvern de la Verdad, es el último nigromante enano.
- En la cuarta temporada de True Blood (HBO, 2011), aparece un grupo de nigromantes, enfrentados a los vampiros.
- Eucliwood Hellsythe (también apodada Yuu), del manga y anime Kore wa Zombie Desu ka?.
- En la exitosa saga de Kelley Armstrong "Darkest Powers", la protagonista Chloe es una nigromante.
- En el anime Zombie Land Saga, se usa para formar un grupo de Idols.
- En la serie de televisión La leyenda del buscador, el malvado Rahl el Oscuro, tiene esta habilidad, usando un daga curva y sus habilidades para matar al padre del protagonista.
- En la serie de televisión Embrujadas (Charmed), también se menciona a un nigromante.
- En The Hobbit, se menciona un nigromante que revive a los 9 Nazgûl, y resulta ser el Señor Oscuro Sauron.
- En la serie American Horror Story, en su tercera temporada "Coven", Misty Day, una de las brujas interpretada por Lily Rabe, es nigromante.
- En la serie Merlín, en el episodio "Lancelot Du Lac", Morgana convoca a Lancelot desde la muerte, que no es él en realidad, sino una sombra que obedece las órdenes de Morgana.
- En el anime Overlord, se puede observar que el protagonista llamado Momonga, es un nigromante.
- En el anime Fairy Tail, durante el arco de tártaros, se puede observar que uno de los antagonistas llamado "Keyes", es un nigromante.
- En la serie animada Young Justice, uno de los villanos de la serie es Klarion, un joven brujo con poderes nigromantes.
- En el anime y novela ligera Fate/Apocrypha, Kairi Sisigous, el maestro de la Saber of Red (Mordred), es un nigromante cazarrecompensas.
- En el universo Star Wars, el plan del Emperador Palpatine para lograr algo parecido a la inmortalidad es el Proyecto Nigromante.
- En la serie Lego: Nexo Knights, el villano principal, el libro de monstruos, era originalmente una necromancia maligna conocida como Monstrox, hasta que el mago Merlock lo atrapó a él y a sus monstruos en siete libros.
- Usagui, en el anime Juuni Taisen.
- Rasputín, en la película animada Anastasia.
- Aickman, en la película The Haunting in Connecticut (2009), utiliza la nigromancia en un intento de ampliar la capacidad de médium de Jonah.
- En la serie de CW Legacies, el Nigromante es el principal antagonista.
- El libro de Abramelin es un libro prohibido que narra la historia de un nigromante egipcio llamado Abra-Melin, quien reveló su extraño sistema esotérico al mago Abraham de Worms (1362-1458).

### En videojuegos o juegos de rol
- En World of Warcraft, se pueden apreciar algunas clases de nigromantes afiliados al culto de los malditos. Por otro lado, varios enemigos pertenecientes a los ejércitos del Rey Exánime son nigromantes.
- En Medievil, el enemigo principal Zarok es un nigromante.
- En Final Fantasy V, se puede seleccionar el oficio de nigromante.
- En Age of Conan: Hyborian Adventures, se puede crear un nigromante.
- En The Battle for Wesnoth, se puede crear un adepto oscuro y convertirlo en nigromante.
- En Bloodborne, hay brujas nigromantes que dan vida a otras criaturas enemigas. Una vez derrotadas, esas criaturas se vuelven débiles y fáciles de derrotar si a la bruja nigromante que los invocaba se la derrota primero.
- En Castle Crashers, hay un personaje nigromante que ayuda al mago malvado invocando de la tierra esqueletos; además, se puede usar a un personaje nigromante.
- En Diablo II, se puede jugar con un nigromante.
- En Diablo III: Reaper of Souls, también se puede jugar con un nigromante, mediante una actualización de pago.
- En Warcraft III, Warcraft III: Reign of Chaos, Warcraft III: The Frozen Throne, aunque conservaron su humanidad después de sellar su pacto con la muerte, los nigromantes se convirtieron en los agentes más aterradores de la Plaga. Se creía que estos oscuros y nefarios hombres eran aspirantes a genios de la Magocracia de Dalaran. Sin embargo, su insaciable sed de hurgar en las artes oscuras les llevó a renunciar a sus propias almas. Ner'zhul, el Rey Lich, concedió a estos malvados hechiceros un enorme poder sobre los muertos a cambio de su obediencia.[cita requerida]
- En Lineage II, se puede crear un humano y convertirlo en nigromante.
- En Grim Dawn, se puede aprender la clase de nigromante e invocar a varios esbirros.
- En Guild Wars, se puede crear un nigromante.
- En Legacy of Kain, un nigromante llamado Mortanius convierte a Kain en vampiro.
- En DragonFable, el paladín Artix encomienda al jugador misiones en las que hay que combatir a los nigromantes y los no muertos. También es posible convertirse en nigromante.
- En Imperium AO, se puede entrenar un nigromante.
- En Divinity 2: Ego Draconis, se puede aprender nigromancia, y el enemigo de la torre de batalla es un nigromante que trata de ser el caballero dragón.
- En Ultima Online, se puede crear un nigromante.
- En The Elder Scrolls V: Skyrim, la nigromancia y sus practicantes son tomados como enemigos por el personaje y pueden aprenderse hechizos de nigromante.
- En The Elder Scrolls IV: Oblivion, la nigromancia y sus practicantes son perseguidos por la Universidad Arcana. Se pueden conseguir hechizos de nigromante.
- En The Elder Scrolls, existe un nigromante en la saga llamado Mannimarco, es considerado el nigromante más poderoso conocido y el único que ha conseguido en convertirse en un Liche perfecto.
- En Baldur's Gate, una especialización dentro de la clase Mago es la de nigromante.
- En Adventure Quest Worlds, es posible convertirse en nigromante.
- En Neverwinter Nights, es posible especializarse como nigromante, además de conocer a varios en el modo campaña.
- En Warhammer: Dark Omen, el objetivo es derrotar a un nigromante llamado Dread King.
- En IceWind Dale, es posible especializarse como nigromante, además de conocer a varios en el modo campaña.
- En Tzar, hay una monja china renegada que se convierte en nigromante.
- En Tibia, hay un monstruo cuyo nombre es Necromancer.
- En Heroes of Might and Magic, hay héroes que tienen poderes especiales con los muertos: los nigromantes.
- En Two Worlds, una de las ramas del personaje en la magia es Nigromancia.
- En Ragnarok, hay un monstruo jefe llamado Necromancer.
- En Adventure Quest, es posible convertirse en un necromante.
- En Yggdra Union, hay soldados tipo Necromancer y uno de los personajes adquiribles, Roswell, es un Necromancer.
- En Operation Darkness, uno de los soldados es nigromante.
- En Valkyrie Profile, Lezard Valeth, el mago más poderoso del juego, es nigromante.
- En Battle Realms, se puede crear un nigromante a partir del sacrificio de cuatro Ronines.
- En Grand Fantasia, un mago invoca espíritus para atacar a los monstruos.
- En Sacred, el objetivo es matar a un nigromante.
- En Guild, el objetivo es luchar con un nigromante.
- En Dungeon Siege II, al lado del Teletransportador de la Ciudad de Eirulan, hay un nigromante que brinda información acerca de cómo recuperar los objetos perdidos cuando alguien muere. También ofrece la posibilidad de devolver cadáveres a cambio de oro.
- En Fire Emblem: The Sacred Stones, el penúltimo enemigo es un nigromante.
- En Mortal Kombat: Deadly Alliance, Mortal Kombat: Deception Mortal Kombat (2011), Mortal Kombat X y Mortal Kombat 1, el personaje Quan Chi es un nigromante.
- En Gothic, el personaje de Xardas es un nigromante; incluso el héroe sin nombre puede llegar a ser un nigromante si sigue el camino de la magia.
- En The Last Story [WII] Nigromante, en el episodio 24.
- En Tactics Ogre: Let us cling together, Lord Nybbas es un nigromante.
- En Realm of the Mad God, se puede jugar como un Necromancer. Además, hay un jefe llamado Deathmage, el cual es nigromante.
- En Grand Fantasia, se puede convertir a un mago en nigromante después de pasar al nivel 30.
- En Plants vs Zombies 2: It's About Time, en los niveles de la Edad Oscura, cuando aparece el mensaje "¡Nigromancia!", unos zombis salen de las tumbas ubicadas en el jardín.
- En Dark Messiah of Might and Magic, son enemigos que se encuentran en Necrópolis.
- En Lost Saga, se puede elegir ser un Nigromante.
- En Grand fantasia, se puede elegir en nivel 30 la clase Nigromante.
- En Mount&Blade:Warband, con el mod phantasy es posible ser un nigromante.
- En Dark Souls, el jefe Molinete es un nigromante.
- En Dragon Age: Inquisition, el mago de Tevinter, Dorian Pavus, es un nigromante.
- En Terraria, hay un enemigo llamado Necromancer.
- En Clash of Clans y Clash Royale, de Supercell, existe una tropa llamada bruja, la cual genera esqueletos que luchan para ella.
- En Castlevania, Gabriel debe matar al rey de los nigromantes.
- En The Stick of Truth, aparece la opción de vestirse con una túnica de nigromante.
- En Gods Of Rome, el personaje Osiris es un nigromante.
- En Magic The Gathering, muchos personajes representados en las cartas, como la caminante de planos Liliana Vess, utilizan la nigromancia.
- En League of Legends, de Riot Games, Yorick puede invocar a los muertos de sus tumbas y controlarlos, Akshan puede revivir a sus compañeros de equipo con su "Absolvedor" (reliquia centinela empleada por el personaje), Aphelios se puede comunicar con el espíritu de su difunta hermana (Alune) consumiendo un veneno que le impide hablar y Mordekaiser posee la capacidad de emplear sus poderes necrománticos para atar a las almas a su servicio.
- En Mobile Legends Bang Bang, de Moonton, Vexana puede invocar las almas de los muertos y manejarlos cómo marioneta, Faramis puede revivir las almas de sus compañeros después de morir.

### En libros o novelas
- La novela virtual The Great Demon King o El Gran Rey Demonio trata sobre un mago Nigromante e incluso una escuela de Magias generales.
- En El caso de Charles Dexter Ward, de H. P. Lovecraft, el autor relata los extraños eventos que rodean al protagonista Charles Dexter Ward y a su misterioso antepasado, el ocultista Joseph Curwen, que realizaba ritos alquimistas con propósitos nigrománticos. Ward descubre el legado de Curwen y retoma la investigación de este.
- En El Hobbit, de J. R. R. Tolkien, se menciona que un nigromante habita en los límites del Bosque Negro y que resulta expulsado por el Concilio Blanco, los seres más poderosos de la Tierra Media, pensando que se trataba de un Nazgûl, uno de los antiguos sirvientes de Sauron. Más tarde, se descubre que el nigromante era el mismo Sauron y que, tras su expulsión, había regresado a Mordor, reconstruyendo la fortaleza de Barad-dûr.
- En Jarkeq de Vharga y el Wyvern de la Verdad, Kalir es el último nigromante enano.
- En Skulduggery Pleasant: Días Oscuros, Solomon Wreath es un nigromante y Valquiria Caín es una maga elemental y una nigromante.
- En Nicolás Flamel, John Dee es alquimista y nigromante.
- En Memorias de Idhún, de Laura Gallego, el villano principal de los dos primeros libros, Ashran, aparece como un nigromante.
- En Nekromanteia, de Daniel P. Espinosa, Loss es el nigromante protagonista.
- En El Mendolotudo, la nota de Dr. Bomur sobre el Bosque Susurrante de Tunuyán.
- En Hex Hall, se menciona a la protagonista, Sophie Mercer, como nigromante.
- En Crónicas Necrománticas, de Brian Lumley, se habla del necromante Boris Dragosani.
- Sabriel, de Garth Nix, novela fantástica, es nigromante.
- En Cuentos de Terramar, el antagonista del tercer libro es un poderoso nigromante apodado "Mago Araña" (o 'Cob').
- En la saga de "Poderes Oscuros", Kelley Armstrong describe la vida de una adolescente nigromante.
- En Monster High se les denomina nigromantes a las chicas que acompañan a Casta Fierce en el escenario.
- En La Biblia de los Caídos. Tomo 2 del testamento del Gris, Fernando Trujillo narra las acciones de un nigromante denominado Piedra.
- En los libros The Mortal Instrumentsy The Infernal Devices, escritos por Cassandra Clare, el Gran Brujo de Brooklyn, Magnus Bane, utiliza la nigromancia en varias ocasiones.
- En los libros Mundo Umbrío 1, 2 y 3, escritos por Jaime Alfonso Sandoval.
- En la saga Percy Jackson y los Dioses del Olimpo y Percy Jackson y los Héroes del Olimpo, Nico Di Angelo, hijo de Hades, posee la necromancia y se contacta con los muertos constantemente.
- En el Festival de la blasfemia, el protagonista llamado Melchor es un nigromante.
- En El tatuaje azul, libro de la saga Reinos Olvidados':, el mago Akabar habla sobre un nigromante llamado Zrie Prakis.

- En la serie de televisión Raised by Wolves, la androide Madre, interpretada por la actriz Amanda Collin, es un modelo de batalla de la serie Nigromante, de la facción Mitraísta.